# Fengyuan
Fengyuan is een district van Taichung in Taiwan.
Fengyuan telt ongeveer 165.000 inwoners.

## Galerij

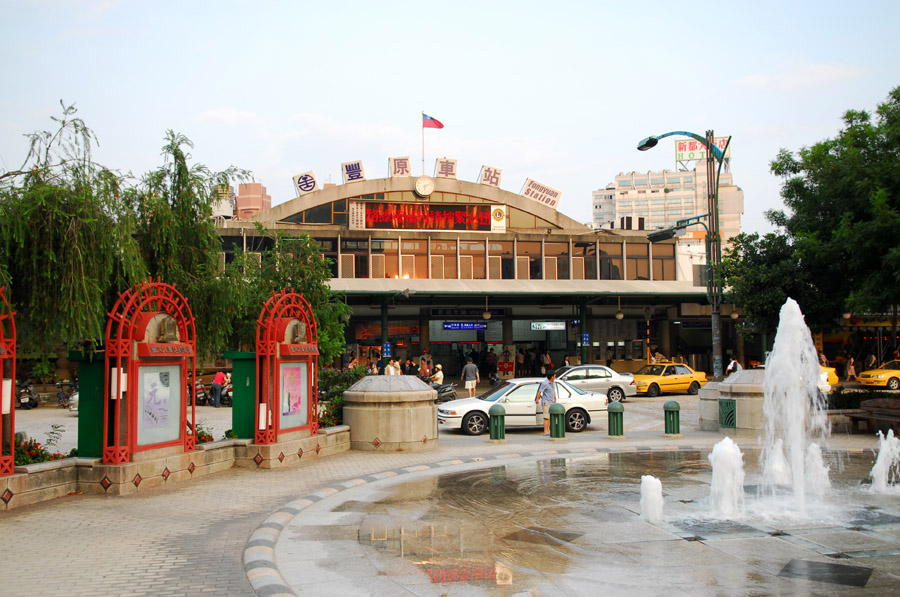
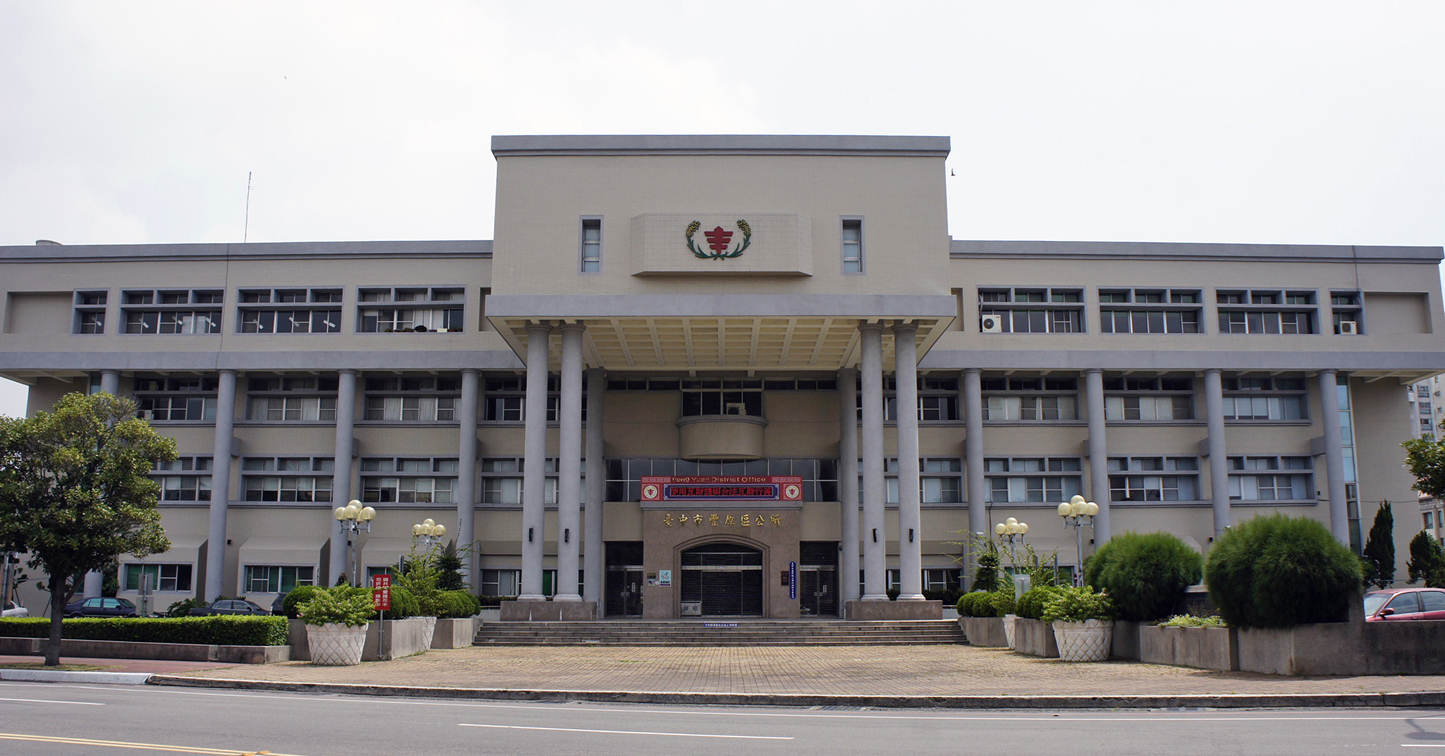
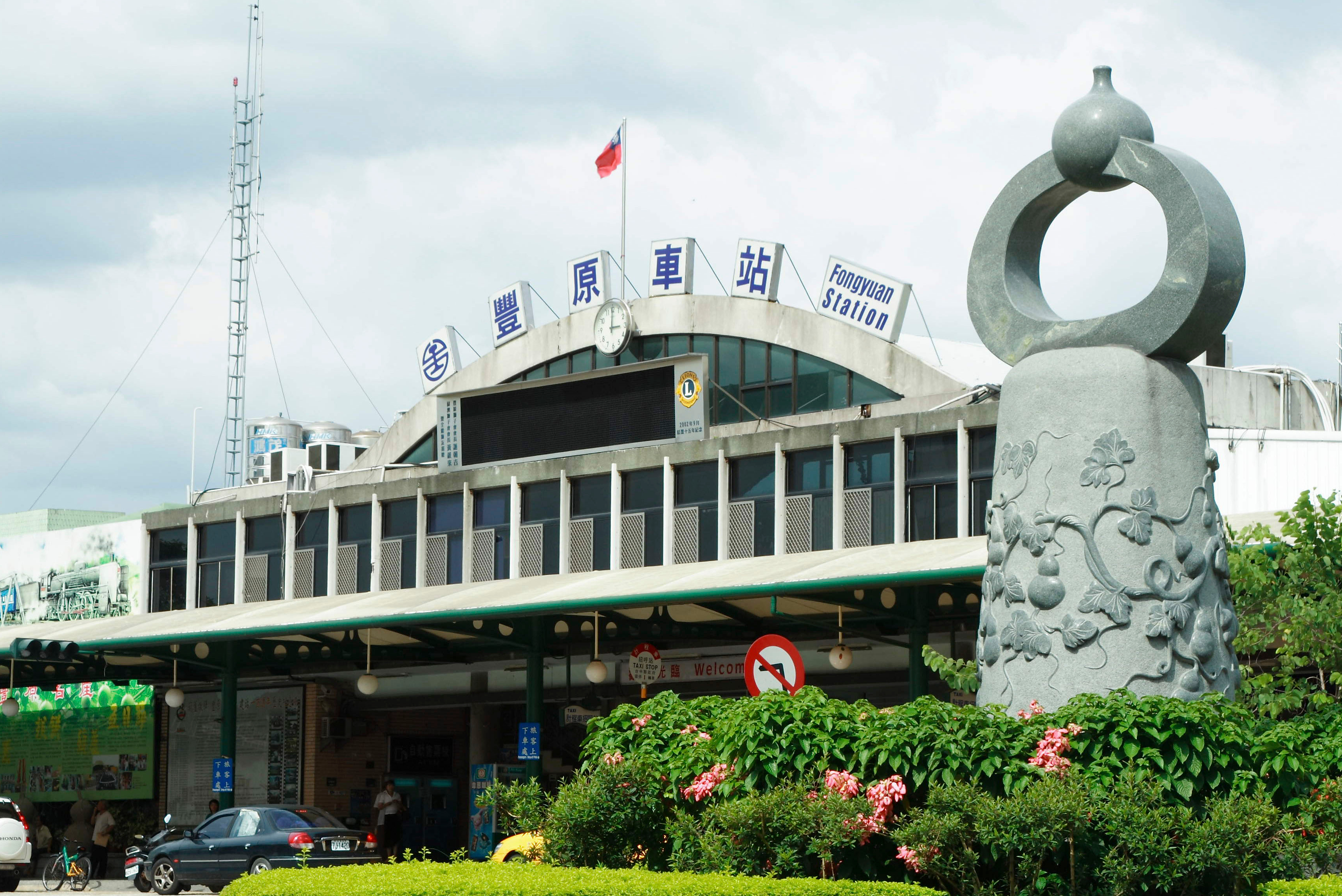
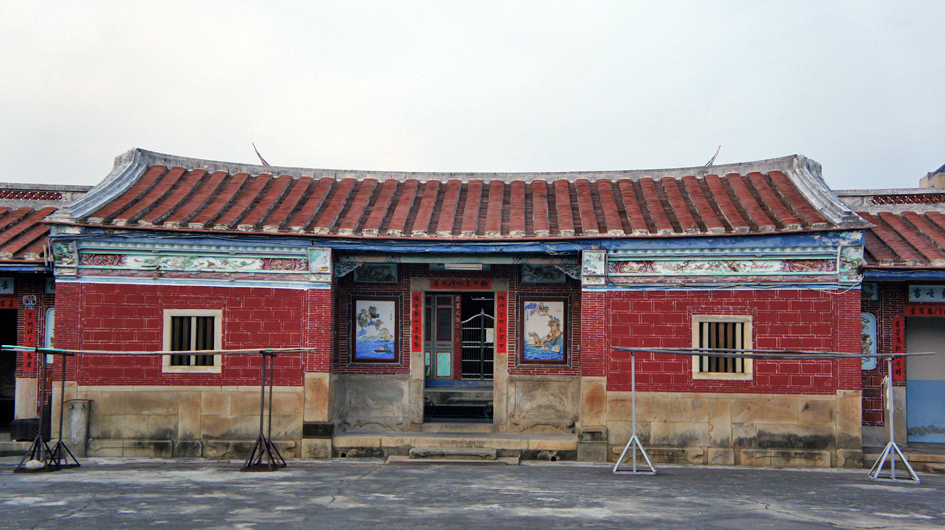
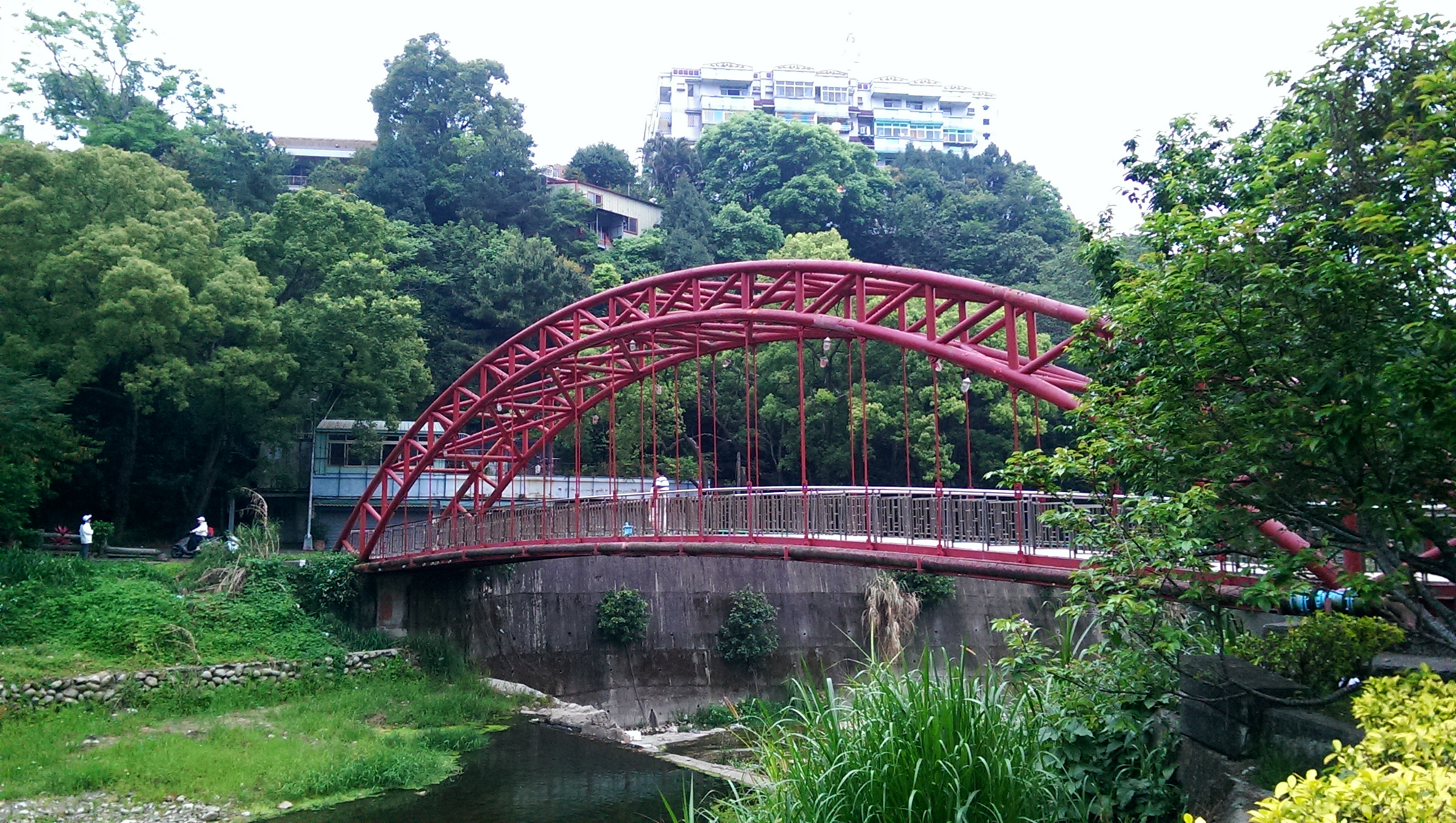
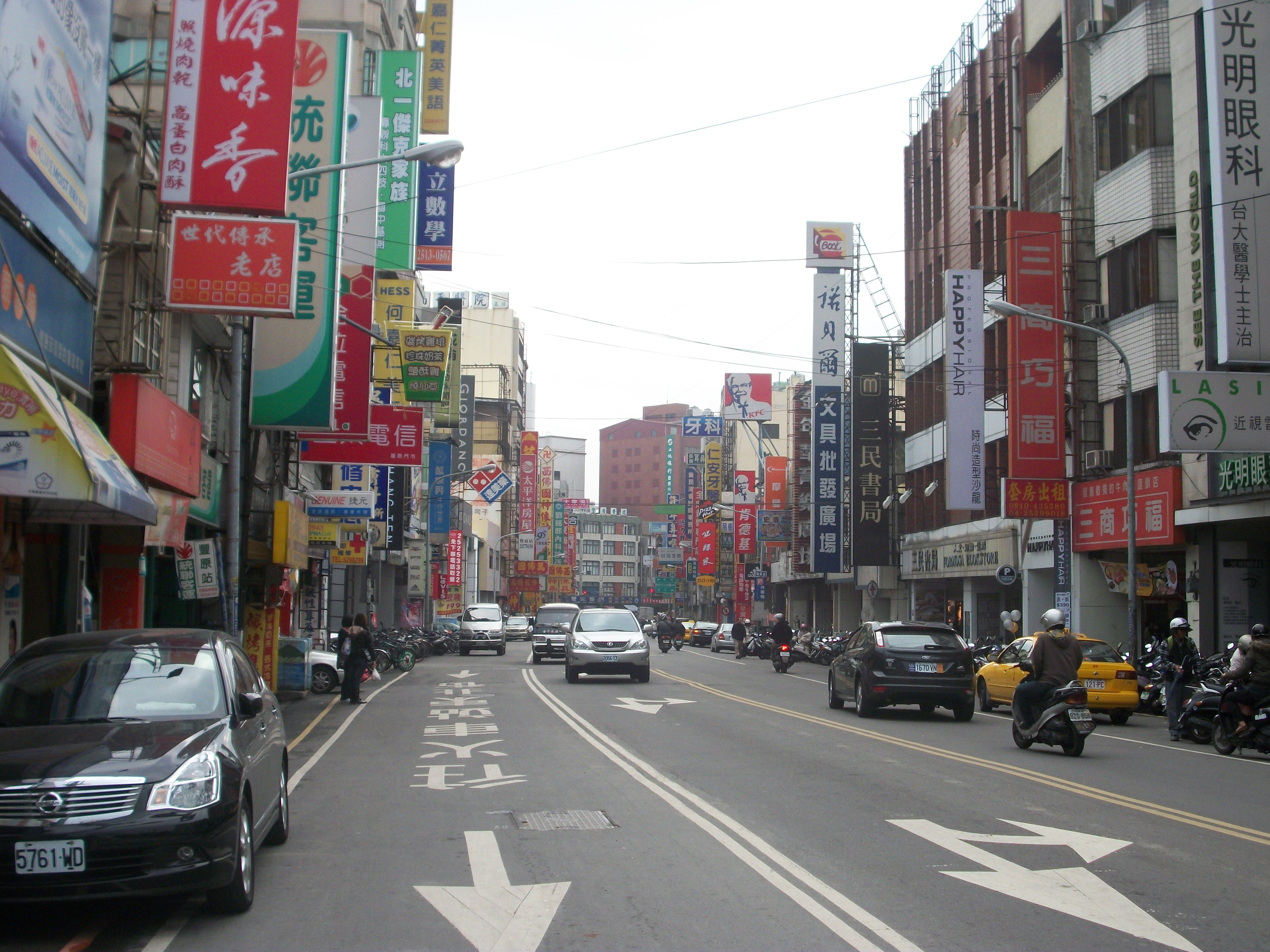